# Distretto di Liestal
Il distretto di Liestal è un distretto del Canton Basilea Campagna, in Svizzera. Confina con i distretti di Sissach a est, di Waldenburg a sud e di Arlesheim a ovest, con la Germania (circondario di Lörrach nel Baden-Württemberg) a nord, con il Canton Argovia (distretto di Rheinfelden) a nord-est e con il Canton Soletta (distretto di Dorneck) a ovest. Il capoluogo è Liestal.

## Comuni
Amministrativamente è diviso in 14 comuni:
- Arisdorf
- Augst
- Bubendorf
- Frenkendorf
- Füllinsdorf
- Giebenach
- Hersberg
- Lausen
- Liestal
- Lupsingen
- Pratteln
- Ramlinsburg
- Seltisberg
- Ziefen

### Fusioni
- 1882: Arisdorf, Olsberg → Arisdorf